# Sarnano
Sarnano è un comune italiano di 3 058 abitanti della provincia di Macerata nelle Marche.

## Geografia fisica

### Territorio
Sarnano sorge ai piedi dei Monti Sibillini, sovrastato a ovest dai picchi più settentrionali delle catena, i quali dal lato orientale mostrano le loro irte pareti rocciose, solcate da aspre vallate e gole. Il borgo è situato su un colle alla destra del torrente Tennacola, su una lingua di terra racchiusa tra quest'ultimo e il suo affluente, il Rio Terro. Il territorio, prevalentemente collinare, spazia a oriente tra valli, boschi e campi coltivati. Verso nord i rilievi digradano nell'antico piano lacustre di Pian di Pieca (San Ginesio) risalente al Quaternario.

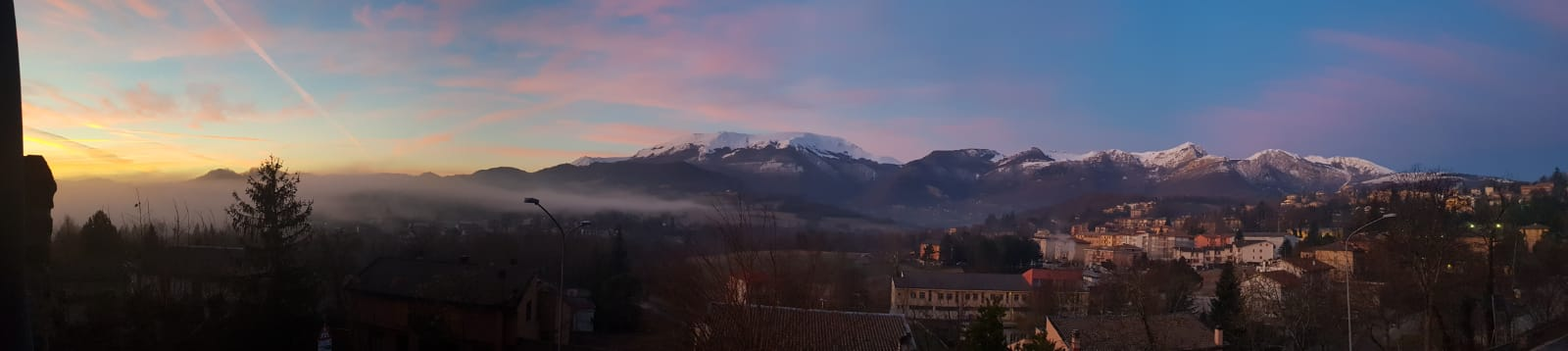
Panorama da Sarnano verso i Monti Sibillini

Il territorio comunale è chiuso ad ovest dalle ultime vette più settentrionali dei Monti Sibillini: dal Monte Castel Manardo (la cui cima costituisce il punto più alto del comune), proseguendo in direzione nord verso il Monte Valvasseto, il Monte Sassotetto, il Pizzo di Meta, la Punta del Ragnòlo, il Pizzo di Chioggia. Alle pendici di queste montagne nascono i principali torrenti della zona: il Tennacola e il Terro, suo affluente di sinistra. Entrambi scavano delle gole tra le aspre pareti rocciose delle montagne: il Tennacola attraversa la Gola dei Tre Salti tra Castel Manardo e Monte Valvasseto; il Terro scava la Valle Jana tra il Pizzo di Meta e la Punta del Ragnòlo.
Sopra le aspre pareti del Pizzo di Meta e della Punta di Ragnòlo poggiano i lievi altipiani chiamati Piani di Ragnòlo, al confine con Fiastra e Bolognola.

### Clima
Il clima di Sarnano è di tipo sub-appenninico, con precipitazioni medie annue superiori ai 1.000 mm. In inverno in caso di irruzioni fredde da nord-est la sua posizione con i Sibillini alle spalle favorisce l'effetto stau con nevicate abbondanti. L'estate è calda e secca anche se frequenti sono i temporali di calore.
| Dati meteo                 | Mesi | Mesi | Mesi | Mesi | Mesi | Mesi | Mesi | Mesi | Mesi | Mesi | Mesi | Mesi | Stagioni | Stagioni | Stagioni | Stagioni | Anno  |
| Dati meteo                 | Gen  | Feb  | Mar  | Apr  | Mag  | Giu  | Lug  | Ago  | Set  | Ott  | Nov  | Dic  | Inv      | Pri      | Est      | Aut      | Anno  |
| -------------------------- | ---- | ---- | ---- | ---- | ---- | ---- | ---- | ---- | ---- | ---- | ---- | ---- | -------- | -------- | -------- | -------- | ----- |
| T. max. media (°C)         | 5,7  | 6,3  | 10,0 | 13,7 | 17,8 | 22,4 | 25,2 | 25,4 | 20,0 | 16,3 | 11,2 | 6,9  | 6,3      | 13,8     | 24,3     | 15,8     | 15,1  |
| T. media (°C)              | 1,6  | 1,8  | 5,2  | 9,0  | 13,2 | 17,6 | 20,2 | 20,2 | 15,4 | 11,8 | 7,2  | 2,8  | 2,1      | 9,1      | 19,3     | 11,5     | 10,5  |
| T. min. media (°C)         | −2,1 | −2,4 | 0,6  | 4,1  | 8,1  | 12,1 | 14,5 | 14,8 | 11,0 | 7,9  | 3,7  | −0,8 | −1,8     | 4,3      | 13,8     | 7,5      | 6,0   |
| Precipitazioni (mm)        | 76   | 75   | 93   | 114  | 113  | 91   | 69   | 69   | 92   | 81   | 103  | 97   | 248      | 320      | 229      | 276      | 1 073 |
| Giorni di pioggia          | 8    | 8    | 9    | 11   | 10   | 8    | 7    | 8    | 9    | 8    | 9    | 9    | 25       | 30       | 23       | 26       | 104   |
| Umidità relativa media (%) | 81   | 79   | 76   | 74   | 72   | 67   | 61   | 62   | 72   | 79   | 82   | 83   | 81       | 74       | 63,3     | 77,7     | 74    |

## Origine del nome
Sono state formulate almeno tre ipotesi riguardo l'etimologia del toponimo:
- origine etrusca: il morfema -ar ricorre nella lingua etrusca in relazione a luoghi ricchi di acqua corrente o terreni scavati dall’acqua. Il nome potrebbe alludere alla collocazione del paese tra i due torrenti Terro e Tennacola. Anche l'Abbazia di Piobbico era un tempo nota con il nome di Santa Maria intra rivora (cioè "tra i fiumi").
- origine latina: l’ipotesi più probabile è che sia un toponimo prediale, ovvero che il terreno porti un nome derivato dal nome del suo proprietario. Questa ipotesi è avallata anche dalla presenza del morfema -anum che si ritrova in moltissimi nomi di luoghi dell’Italia Centrale. Nel caso specifico il nome dovrebbe risalire a Sarnus, che sarebbe da ricondurre a un’assegnazione di terre ai veterani di Augusto.
- secondo una credenza popolare Sarnano si chiamava precedentemente Silvano, come la divinità italica venerata dai pastori e dalla gente di campagna come protettore del raccolto e del bestiame. Se fosse vera questa ipotesi, il nome Silvano dovrebbe però riferirsi piuttosto alla collina su cui è stato eretto il castello di Sarnano.

## Storia[8]

### Epoca antica
Già i popoli Umbri e i Piceni abitarono la zona di Sarnano, ricca di sorgenti, boschi e pascoli: nomi come "Valle Jana" e "Tennacola" richiamano le antiche divinità pagane Janus (Dio Sole per i Piceni) e Tinia (lo Zeus etrusco); inoltre presso la frazione Terro è stato rinvenuto un cippo ovale, probabilmente un altare pagano, oggi noto come "Pietra di Terro" o "Uovo di Sarnano".
Al tempo di Augusto risalgono invece i cippi di centuriazione romana rinvenuti nel territorio: dall'iscrizione su un cippo di confine (Decumano IIII, Cardo I-II-III) ritrovato tra Sarnano e Amandola, nella frazione Pianelle, si deduce che il territorio era diviso in una zona centuriata e una non centuriata, ovvero i territori montani, i cui pascoli e boschi restavano a disposizione dell’intera comunità. Dalla centuriazione derivano oggi i nomi di alcune frazioni, come Bisio (da Visius), Piobbico (da Publicum), Servigliani (da Servilius) e Vesciano (da Visianus).

### Medioevo
Dopo la caduta dell’Impero Romano (476) i territori furono occupati da Goti, Longobardi e Franchi, che introdussero il sistema feudale e avviarono l'incastellamento: a questo periodo deve risalire l'edificazione del castrum che diverrà in seguito l'attuale borgo. Del passaggio dei Longobardi nei pressi del cimitero comunale sono state ritrovate varie fonti.
Tra le famiglie di origine franca che giunsero nel territorio, particolare importanza ricopre quella dei Mainardi, discendenti del conte Mainardo di Siffredo, il quale diede il nome al Monte Castel Manardo. Nel XIII secolo Fidesmido dei Manardi assoggettò i signori del Castello di Malvicino entrando in possesso dei territori tra Sarnano e Gualdo, che nel 1244 passano al figlio Rinaldo, il quale si stabilì nel castello di Brunforte (tra Sarnano e Terro sul Monte Morrone) e divenne capostipite dell'omonima famiglia. Nel territorio di Sarnano vi erano allora diversi castelli: oltre a Brunforte e Malvicino, si elencano anche Poggio San Michele, Schito, Castelvecchio, Bisio, Balzo, Terro, Poggio San Costanzo, Castel Mainardo, Garulla, Galgino e San Savino.
Rinaldo di Brunforte fu per l'imperatore uno dei più fedeli alleati ghibellini della Marca, tanto da essere trattato come vicario imperiale anche in assenza di una nomina ufficiale. Alla morte di Federico II (1250), il dominio dei ghibellini nella Marca vacilla e Rinaldo, costretto dai moti di insurrezione popolari, sia schiera con il Papato. In seguito ai trionfi del 1260 riportati sul Papa da Manfredi, figlio di Federico II, le Marche tornano sotto le insegne imperiali, e Rinaldo cambia di nuovo fazione vedendosi così riconosciuti numerosi territori.

#### La nascita del Comune
Nel 1264 Papa Urbano IV invia nella Marca il Cardinale Simone Paltanieri per intimare a Rinaldo di presentarsi a Roma, pena la scomunica e la perdita dei territori come sanzione per aver avallato la causa imperiale. Rinaldo non si presenta all’appello e il 1º giugno 1265 il Cardinale Paltanieri svincola gli abitanti della Comunanza di Sarnano dalla soggezione ai signori di Brunforte.
Appena un anno dopo, in seguito alla sconfitta di Manfredi grazie all'intervento di Carlo D’Angiò, la politica della Chiesa cambia nuovamente: il legato pontificio, Fulcone di Poggio Ricardo, restituisce Sarnano ai Brunforte senza però annullare il precedente provvedimento emanato da Paltanieri. Il paradosso politico porta ad uno scontro tra Rinaldo di Brunforte e gli abitanti del Castello di Sarnano, che terminerà solo il 19 giugno 1281, quando su suggerimento di Fulcone, i Sarnanesi e Rinaldo decidono patteggiare affidando la soluzione della disputa a due abati: Giovanni dell’Abbazia di SS. Vincenzo e Anastasio di Amandola e Mauro dell’Abbazia di Piobbico. Il 23 giugno 1282 gli abati emettono il verdetto: i Signori di Brunforte dovranno riconoscere il comune di Sarnano, diventandone castellani e distruggendo tutti i castelli di loro proprietà escluso quello di Brunforte. Il 14 luglio l’accordo viene firmato da quattro notai, e il 23 novembre Rinaldo (che nel frattempo era stato eletto podestà a Pisa) autorizza i suoi figli a concedere la libertà a tutti i vassalli, compresi gli abitanti di Sarnano. Morirà il 30 agosto di quello stesso anno.

### Età contemporanea
Nel XX secolo Sarnano era un paese completamente rurale, come confermato dalle foto dell'epoca. I lavori più diffusi erano l'agricoltura e l'allevamento, rallentati solamente dal freddo e dalla neve nei periodi invernali. Nella prima metà del XX secolo e prima della seconda guerra mondiale, il Comune vide uno sviluppo turistico e infrastrutturale, che portò nuova vita nel paese. Infatti, nel 1929, si scoprì le proprietà curative della fonte di San Giacomo, acqua che venne poi commercializzata. Ciò portò a far sì che il Comune si concentrasse sullo sviluppo del paese, realizzando nuove strade e nuove strutture, oltre che migliorare quelle già esistenti. Di questo periodo ricordiamo l'inaugurazione dell'officina SAIEM (1928), Casa del Fascio (1929), il Campo sportivo della Vittoria (1929) e il secondo piano dell'Hotel Littorio, oggi Hotel Terme.

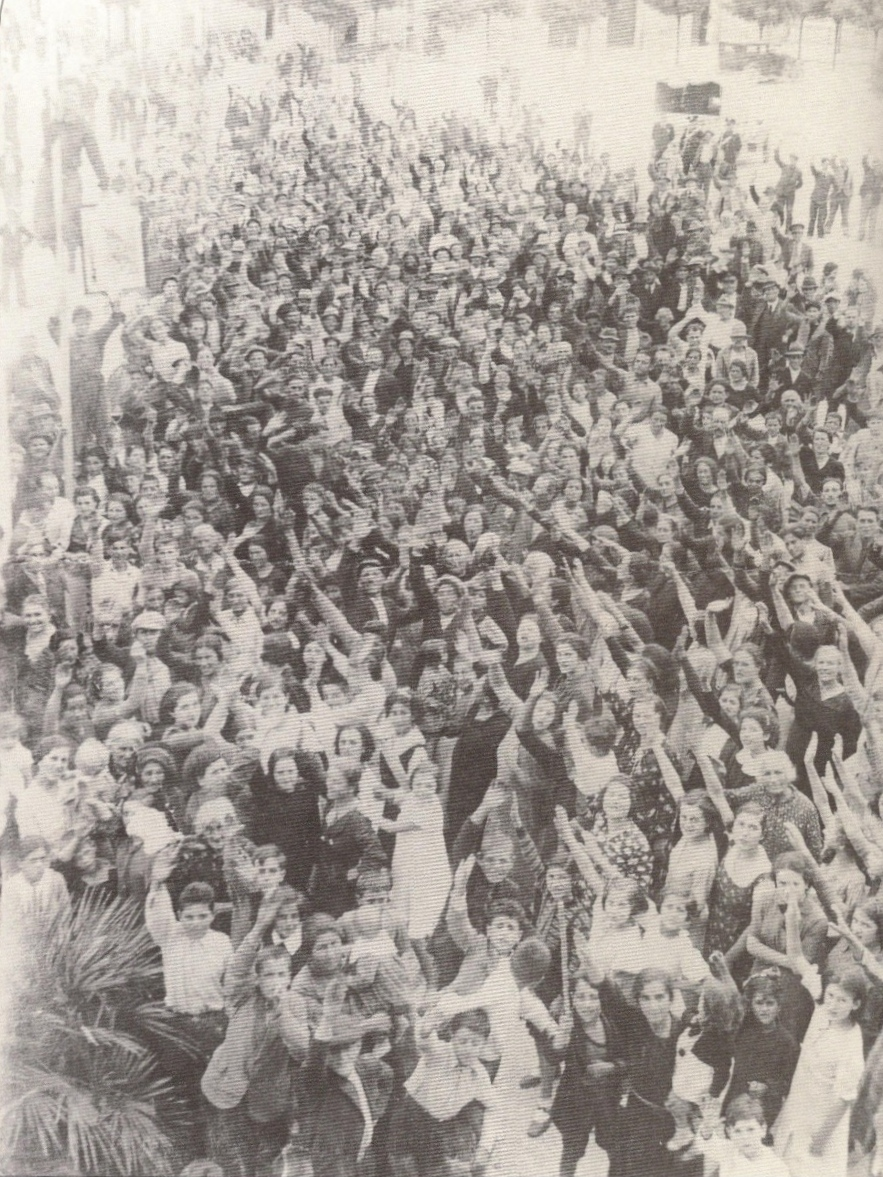
Sarnanesi in rivolta durante "la rivoluziò de Sarnà"

Nel 1937 una rivolta popolare conosciuta in dialetto maceratese come "la rivoluziò de Sarnà" si sviluppò nel Comune a causa della decisione di unire l'ufficio catastale con quello di San Ginesio. Mentre la popolazione manifestava e chiedeva giustizia a Mussolini inneggiando alla parola Duce, il Regio Esercito e i carabinieri cercarono di controllare la situazione, anche se bande armate di ragazzi girovagavano per il paese armati con bastoni. La calma venne ritrovata solo tre giorni dopo, con l'arresto di varie persone, tra cui l'ingegnere Alfredo Arrà, che nel 1935 fu l'incaricato al restauro del teatro comunale.

#### Seconda guerra mondiale
Il 29 marzo 1944, una settimana dopo l’eccidio di Montalto e lo scontro a fuoco di Monastero, i nazisti ambivano ad annientare, dopo i vari rastrellamenti effettuati, i partigiani che risiedevano a Piobbico. La loro eliminazione avrebbe permesso ai nazisti di conquistare le strade statali SS 77 e SS 78. Nell’operazione di rastrellamento parteciparono non solo forze provenienti dal comando di Macerata ma anche da quello di Ascoli Piceno.
Lo squadrone tedesco delle Gebirgsjäger e gli uomini del Battaglione M "IX Settembre" si diressero, all'alba alla volta di Sarnano.
Angiolino Ghiandoni, ricorda il momento in cui le truppe iniziarono a bombardare con mortai.
(A. Ghiandoni, Ciò che vidi e udii a Sarnano (1943-'44-'45), Mierma, Camerino, 1997, p.36)
Occupato il paese, i nazisti confluirono le persone sequestrate durante i rastrellamenti, minacciano di morte per impiccagione se non rivelavano la posizione dei soldati partigiani. Nel mentre altri soldati si diressero nelle frazioni vicine dove si ipotizzava potessero essere nascosti. Giunti alla frazione Morelli, uccisero Amedeo Antognozzi che stava fuggendo, nella frazione Piano ferirono Vito Birrozzi, uccisero l'elpidiense Mario Catini in Piazza Perfetti, dentro al centro storico del paese e a Piobbico furono uccisi due slavi che tentavano la fuga e il comandante del gruppo, Decio Filipponi.
I civili rimasero fino alle 14 in piazza Vittorio Emanuele II, mentre veniva effettuata un’accurata perquisizione delle case e nel pomeriggio vennero rilasciati. È stata fino ad oggi convinzione comune che la salvezza di quella gente fu grazie alla scelta del tenente Filipponi di non fare resistenza e scegliere la morte.
Dopo i fatti del 29 marzo, i partigiani subirono un iniziale periodo di sbandamento che tuttavia superarono sotto il gruppo del comandante montenegrino Janko Klicovach. I partigiani ripresero sotto il loro comando la rotabile Amandola-Sarnano e iniziarono a creare problemi alle truppe nazifasciste. Per questo il Battaglione M "IX Settembre" fu richiamato nella regione alla fine di aprile. Vennero stabiliti una serie di presidi nei principali paesi attraversati dalla SS 78: ad Amandola, Comunanza e Sarnano occuparono il palazzo Brandi e l’asilo infantile “marchese Benedetto Costa”. Sempre a Sarnano venne dislocato anche un piccolo gruppo di tedeschi. Nelle settimane successive i militi ricominciarono le operazioni mirate al contenimento delle bande armate. Mentre i fascisti si appostavano, anche i partigiani organizzarono per la fine di maggio un’azione che aveva l’obbiettivo di annientare l’intero presidio a Sarnano. Il 30 maggio i partigiani del gruppo di Piobbico, insieme al distaccamento Lucio, al Gruppo Nicolò e al gruppo di Gualdo si adunarono a Cese, piccolo villaggio addossato alla montagna. Alle prime ore del giorno successivo si diressero in silenzio verso il comune. Alcuni uomini si posizionarono con la mitragliatrice presso il poligono di tiro dove tutti i giorni il reparto fascista andava ad esercitarsi, altri proseguirono verso il paese, anch’essi muniti di mitragliatrice, e si posizionarono sopra il campo sportivo dove un altro reparto faceva di solito esercizio fisico.
L’agguato riuscì a metà. Un reparto si presentò come al solito al tiro a segno, mentre l’altro, decisamente più fortunato, quel giorno rimase in caserma perché il maresciallo che lo comandava aveva passato una notte in albergo con una donna e la mattina non si era svegliato. Così quando capirono che l’appostamento non avrebbe avuto fortuna, i partigiani si spostarono dal campo sportivo e si diressero verso il palazzo Brandi. Iniziarono a sparare alle finestre dove alcuni fascisti erano affacciati poiché richiamati dalla sparatoria al poligono. Lì l’agguato riuscì e comportò l’uccisione di 8 fascisti e il ferimento di 12. Per errore rimasero uccisi anche due partigiani del "1º maggio": l’inglese George Godfrey e lo slavo Dusan Labovic.

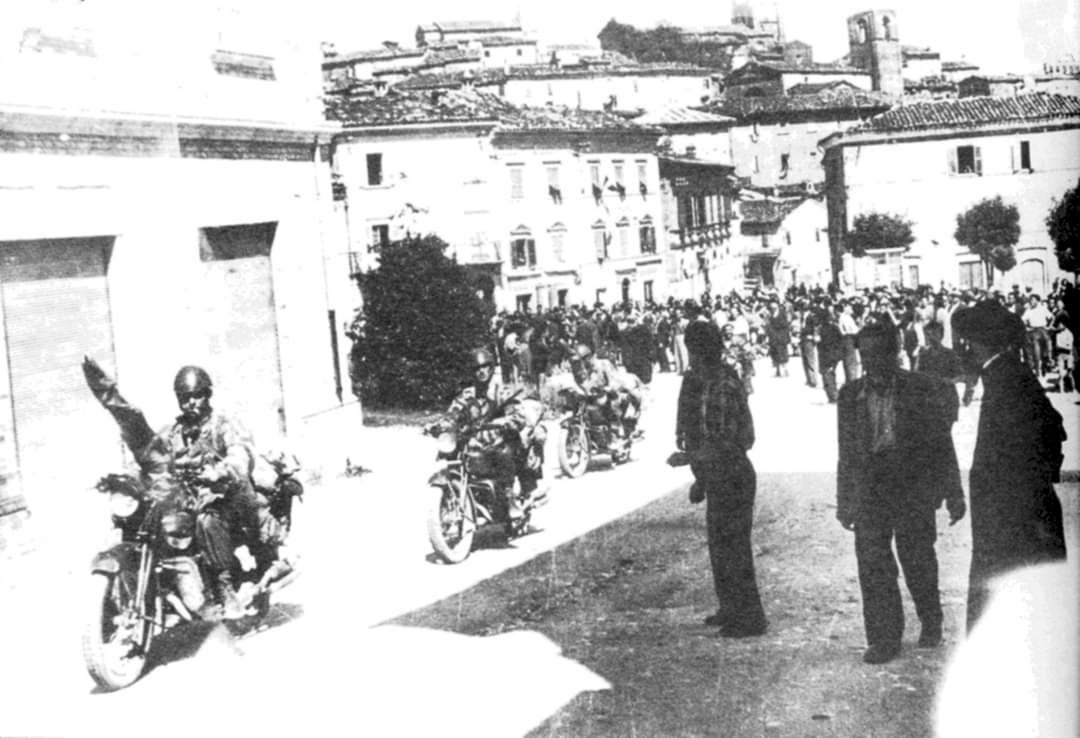
Arrivo dei paracadutisti della 184ª Divisione paracadutisti "Nembo"

Subito dopo l’accaduto, venne mandata da Macerata una compagnia della GNR per un’immediata azione di rastrellamento che alla fine non verrà eseguita. I partigiani avevano già ripiegato verso le rispettive provenienze.
("L’occupazione nazifascista di Sarnano" in R. Giacomini, Ribelli e partigiani. La Resistenza nelle Marche 1943-1944, Affinità elettive, Ancona, 2008, p.210)
Il 20 giugno a Sarnano giunse la notizia che Fermo fu liberata. Dato che anche lì, dal giorno precedente non si vedevano più in giro soldati nazifascisti, la gente si riversò in strada per festeggiare, mentre partigiani del battaglione "1º maggio" entravano nel paese. Si tenne una manifestazione in piazza Perfetti dove ebbero un incontro il presidente del Comitato di Liberazione di Sarnano, Zeno Rocchi, e il commissario prefettizio, Arturo Tirabassi. Quest’ultimo era sfollato da Roma e aveva assunto quel ruolo dopo che altri due funzionari delle prefettura si erano dati alla fuga. Aveva svolto il compito cercando di barcamenarsi con moderazione tra i partigiani e i nazifascisti. Divenne il primo Sindaco della Liberazione. Il 21 giugno 1944 arrivarono anche a Sarnano i reparti della "Nembo" del Corpo Italiano di Liberazione (CIL) per la liberazione del territorio.

### Il caso Bishop e Guerin

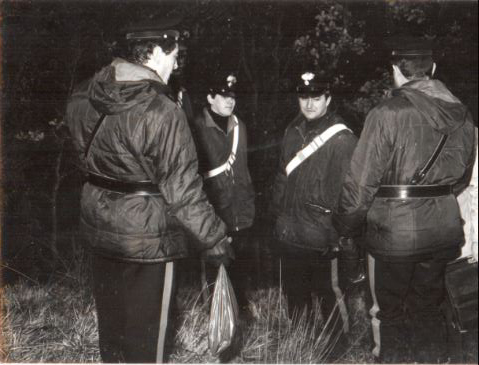
I carabinieri ritrovano i resti di Jeannette e Gabriella

Negli anni 1980 Sarnano ebbe una notevole eco mediatica per effetto di un fatto di cronaca, la scomparsa e la morte di Jeannette Bishop, ex moglie di Evelyn de Rothschild, e di Gabriella Guerin. Le due donne sparirono il 29 novembre 1980, dopo aver deciso di dirigersi in montagna, direzione Sassotetto. Una tormenta colpì il paese il 29 e 30 novembre e le due donne non fecero mai ritorno. I resti dei loro corpi, oramai scheletriti e danneggiati dai cinghiali, vennero ritrovati il 27 gennaio 1981 da due cacciatori in un bosco tra il Lago di Fiastra e l'eremo di San Liberato. Secondo il procuratore Alessandro Iacoboni è stato un duplice omicidio volontario.

### I problemi con la cittadinanza onoraria a Emanuele Filiberto
Il 24 giugno 2000 l'Amministrazione comunale, in occasione dell'inaugurazione della fondazione del Centro Studi di Storia Rinascimentale, ha conferito la cittadinanza onoraria a Emanuele Filiberto di Savoia con la seguente motivazione:
Le autorità giudiziarie, a seguito di ciò, diedero ordine di sequestrare tutti gli atti della delibera. Il caso venne discusso anche da Sandro Delmastro delle Vedove di Alleanza Nazionale alla Camera del Deputati, che domandò al Ministro dell'Interno e della Giustizia, Enzo Bianco e Piero Fassino, se siano state perseguite azioni giudiziarie nei confronti dell'allora sindaco Federico Marconi, sottolineando che la scelta delle autorità giudiziarie avrebbe leso l'autonomia del Comune.

## Monumenti e luoghi d'interesse
Piccolo borgo medievale diventato comune autonomo nella seconda metà del Duecento, conserva ancora diversi edifici di importanza storica.
Nella Piazza Alta, primo nucleo dell'abitato, affacciano il Palazzo dei Priori, il Palazzo del Popolo (oggi Teatro della Vittoria), il Palazzo del Podestà e la chiesa di santa Maria di Piazza con all'interno notevoli opere d'arte.
Il centro, arroccato ed edificato principalmente con pietra cotta (che fa del paese una sua caratteristica peculiare) ospita anche la Pinacoteca civica, la biblioteca francescana, il museo delle armi antiche e moderne, del martello e quello dell'avifauna.

### Grotte di Soffiano

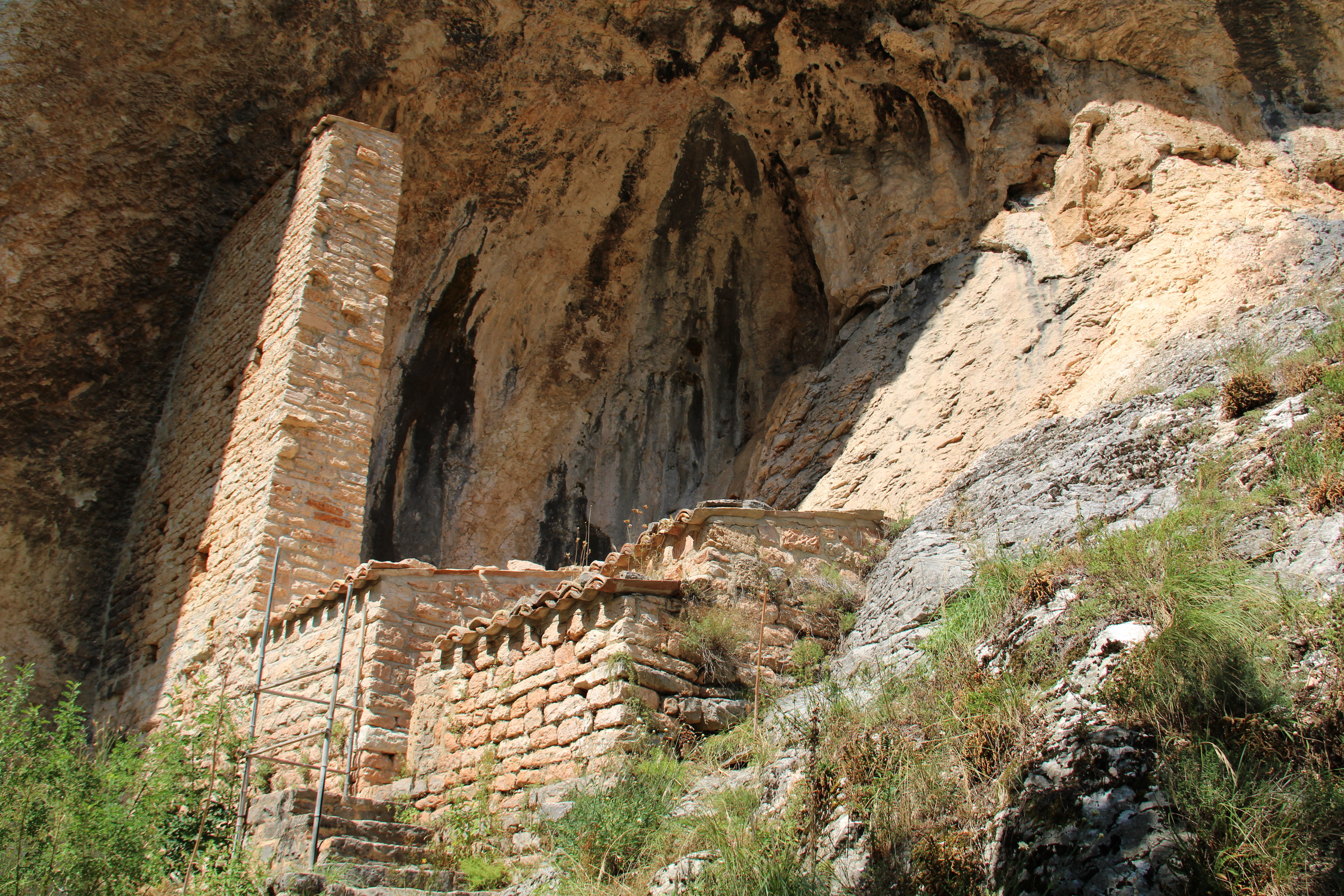
Immagine della grotta dell'eremo di Soffiano

Lungo la valle del Terro sorgono i resti dell'Eremo di Soffiano: un antico romitorio ricavato all'interno di una rientranza nella parete rocciosa della montagna. Le fonti riferiscono che nel 1101 alcuni signori del luogo donarono al prete Alberto ed ai suoi compagni un terreno per edificare una chiesa dove condurre una vita eremitica.
Tuttavia la zona era già precedentemente frequentata, come dimostra il toponimo Soffiano, derivante da "Sub Janus", in riferimento all'antica divinità pagana Janus. Anche la gola sovrastante la grotta prende il nome di Valle Jana, e inoltre presso il sottostante abitato della frazione Terro fu rinvenuta il 21 novembre 1986 una strana pietra (nota come "Pietra di Terro" o "Uovo di Sarnano") dall'incerta funzionalità, ma sicuramente utilizzata in epoca preromanica.

### Architetture religiose
- Abbazia di San Biagio: costruita nel 1030 in stile romanico e consacrata il 18 luglio 1059, venne gestita dai frati benedettini fino al suo decadimento, quando quest'ultimi costruirono un oratorio in Piazza Alta a Sarnano, precursore dell'attuale collegiata di Santa Maria Assunta. L'edificio sacro, caratterizzato da una cripta a tre navate, è riccamente decorato da affreschi del XV e XVI secolo [22]
- Collegiata di Santa Maria Assunta: la collegiata di Santa Maria Assunta fu costruita intorno all'XI secolo da monaci benedettini, nel periodo in cui gli abitanti erano assoggettati dai Brunforte.[23] Al suo interno una serie di opere rinascimentali [22]
- Chiesa di San Francesco: la chiesa, attigua al palazzo comunale, fondata nel 1327, è dedicata al santo in memoria di una sua permanenza in paese, nel quale giunse a cavallo, tra il 1214 e il 1216. Da questa chiesa proviene una tavola con Santa Lucia e Gloria di Angeli firmata e datata 1525 da Vincenzo Pagani, ora conservata nella Pinacoteca cittadina.[24]
- Chiesa di Sant'Agostino: la prima testimonianza della costruzione dell'edificio risale al 1296, quando nella zona sorgeva un convento detto San Michele in Poggio. Anche nel 1340 i documenti confermano la presenza di una struttura dedicata a San Michele, come redatto da un notaio sarnanese Michele Condey. Nel XV secolo, precisamente intorno al 1424-1425, gli agostiniani si stanziarono nel comune, ricevendo la gestione da Martino V della struttura il 12 novembre 1424 e iniziando la costruzione del loro convento, che oggi si presenta sotto forma di rudere limitrofe alla chiesa. Con la soppressione degli ordini, il convento fu chiuso nel 1861 e al suo interno venne posto l'ospedale civile comunale.[25] La chiesa ha subito tre interventi principali, uno nel XVIII secolo con il rifacimento degli interni, uno nel 1930 con il rifacimento della facciata e uno nel corso del XXI secolo, con il restauro dei colori originali.[26]
- Chiesa di Santa Maria delle Grazie: in località Le Grazie, la chiesa, ora privata, conserva solo una parte delle dimensioni originarie, ma all'interno è ancora un'edicola datata 1494 intorno alla quale la chiesa fu costruita, in cui è affrescata una Madonna con Bambino di cui si hanno notizie fin dai primi anni del secolo XV. All'esterno di essa è affrescata una Madonna della Misericordia ed una Annunciazione attribuita a Lorenzo di Giovanni de Carris e databile forse al primo decennio del Cinquecento.[27]

### Musei
- Pinacoteca comunale, nell'ex convento di Santa Chiara:[28] il museo conserva diverse opere d'arte: tra le altre, opere di Vittore Crivelli, come la Madonna Adorante il Bambino con angeli musicanti. Di Vincenzo Pagani è una tavola con Santa Lucia e Gloria di Angeli firmata e datata 1525 per San Francesco[24] i cui colori smaltati e luminosi, i panneggi dalle creste e dai bordi taglienti, la plasticità soda della figura e il paesaggio vasto e aperto mostrano l'influenza di Marco Palmezzano e della sua pala per Matelica,[29] e il Compianto sul Cristo morto (1529). La Pinacoteca conserva altre opere rinascimentali di Marchesiano di Giorgio (Madonna col Bambino che appare al Beato Liberato da Loro e oranti, 1500), e Stefano Folchetti (Crocifissione, 1513). Di Simone de Magistris, invece, è la Deposizione, proveniente dalla Chiesa di San Cassiano nella frazione omonima, probabilmente del 1573,[30] e probabilmente il Ritratto di Annibale Crizi, cavaliere dell'ordine di Santo Stefano, collocabile nella metà dell'ultimo decennio del Cinquecento, esempio unico di ritratto autonomo del pittore, in cui la figura, rappresentata di scorcio e di intensità espressiva, è contraddistinta da un vivace e contrastato cromatismo, tipico del De Magistris.[31]
- Musei civici, nell'ex convento di Santa Chiara:[28] Museo dell'arte sacra, Museo dell'avifauna dell'Appennino, Museo delle armi e della caccia, Museo dei martelli.
- Collezione Mariano Gavasci, nel palazzo del Municipio: collezione di opere del pittore sarnanese Mariano Gavasci.[32]

## Società

### Evoluzione demografica
Abitanti censiti

### Tradizioni e folclore

#### Palio del Serafino

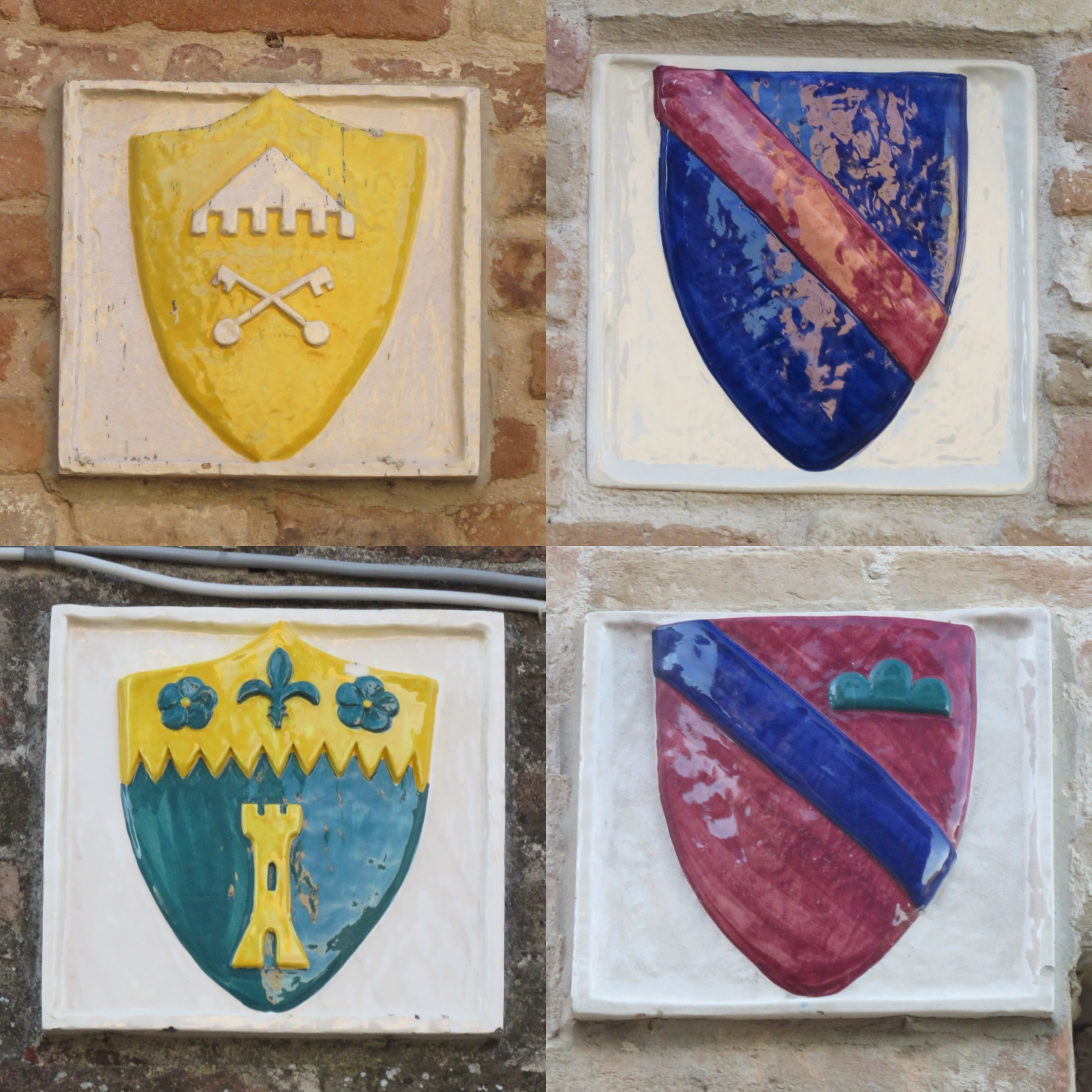
Stemmi delle quattro contrade (Abbadia, Brunforte, Castelvecchio e Poggio) che si sfidano al palio del Serafino

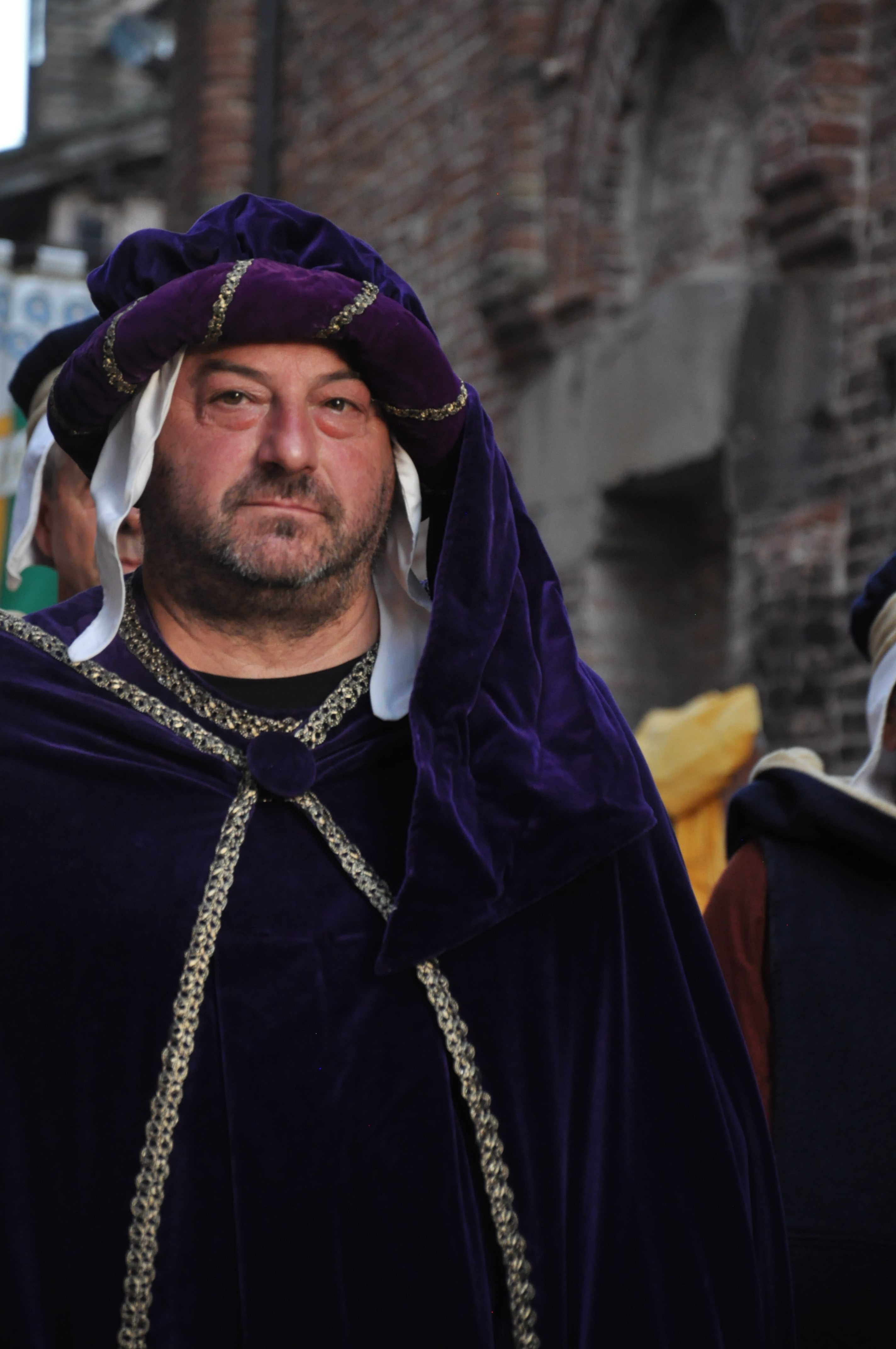
Un figurante nel ruolo di priore durante il corteo storico del Palio del Serafino

Il Palio del Serafino si svolge nel mese di agosto nella seconda domenica del mese. Si svolge in una giornata dove le quattro contrade si sfidano in vari giochi: tiro alla fune, corsa con la brocca, salita del palo e taglio del tronco. Le quattro contrade partecipanti sono:
- Abbadia, rappresentata principalmente con il colore giallo per la ginestra,
- Brunforte, rappresentata principalmente con il colore blu per il nontiscordardimé,
- Castelvecchio, rappresentata principalmente con il colore verde dell'erba,
- Poggio, rappresentata principalmente con il colore rosso dei tulipani.

Anticamente era presente un'antica contrada che vi partecipava, ovvero quella di Bisio, scomparsa perché fusa con quella di Abbadia. I vicoli del Comune, durante questo periodo, si abbelliscono di bandiere delle contrade, che decorano il paesaggio del centro storico costruito interamente in laterizio. Il Palio inizia con la sfilata della quattro contrade, poste come la graduatoria di vincita dell'edizione precedente, e capo di esse si trovano i Tamburini del Serafino, che suonano insieme alle contrade durante il percorso. Le canzoni suonate sono diverse per ogni contrada. Il corteo delle contrade è seguito dal corteo cittadino, dove i sarnanesi si vestono con abiti tipici medievali che ricordano i mestieri dell'epoca. Nel 2020 e nel 2021, a causa delle restrizioni imposte dal governo Conte II per la pandemia di COVID-19 in Italia, non è stato possibile effettuare la rievocazione.

#### Castrum Sarnani

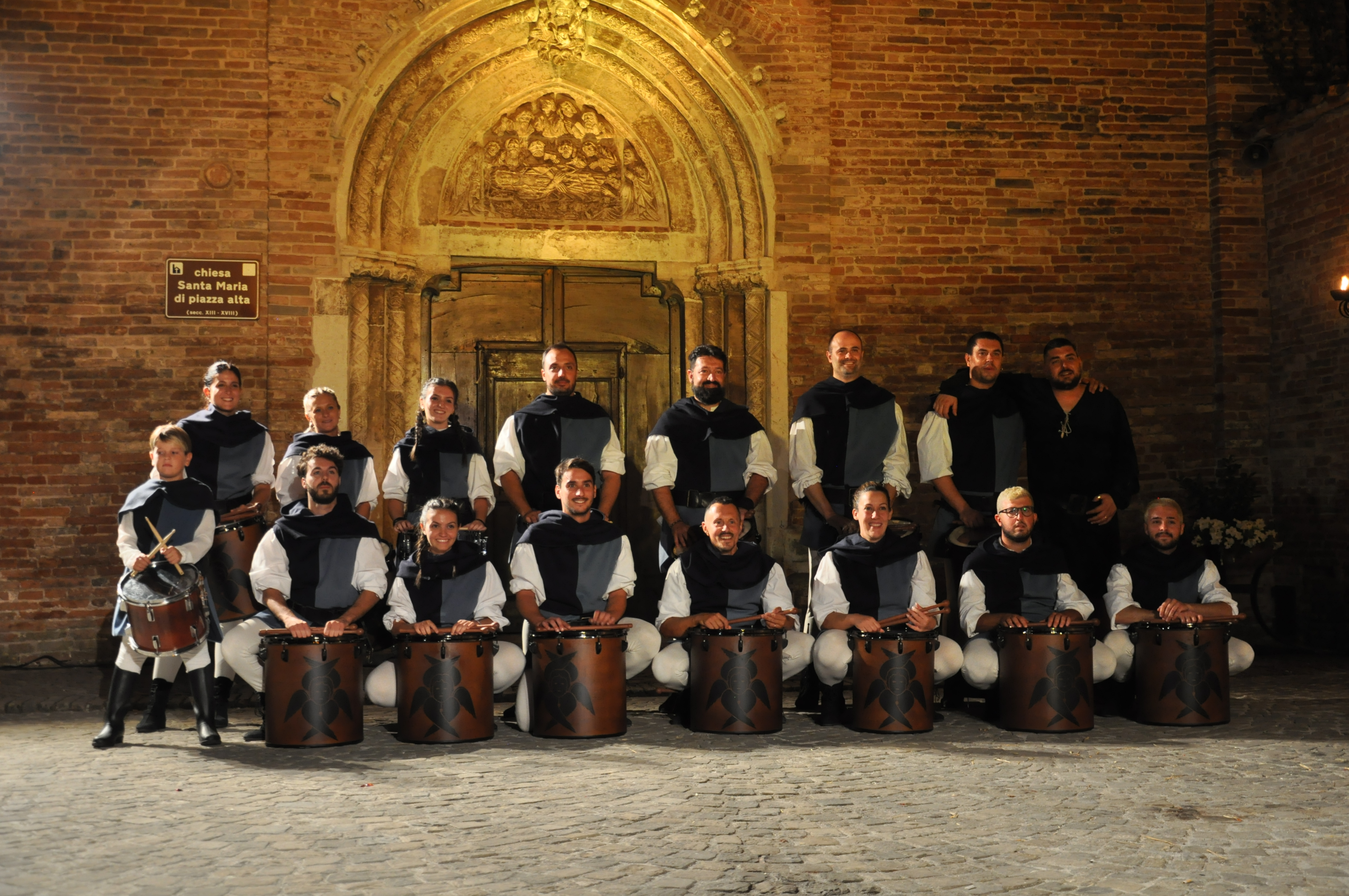
I Tamburini del Serafino la sera conclusiva di Castrum Sarnani

Castrum Sarnani è una rievocazione medievale che si svolge dal 2008 ogni mese di agosto dopo ferragosto nel centro storico del Comune, che assume sembianze medievali. Durante l'evento sono presenti la rappresentazione dei mestieri, giochi, spettacoli e cene tutto a tema medievale. La direzione artistica è di Alessandro Martello e nell'ultimo giorno della manifestazione i Tamburini del Serafino si esibiranno in Piazza Alta.

### Istituzioni, enti e associazioni
- Ospedale civile: La prima struttura operativa con funzione di ospedale risale al Medioevo, quando venne fondato grazie al testamento di Roffino Guadambi del 1394. L'ospedale prese il nome di Spedale di San Giacomo. Amministrato da confraternite religiose, il 10 aprile 1635 Giovanni di Marino De Rossi pone l'ospedale come erede dei suoi beni, stabilendo che si realizzino delle stanze apposite per i poveri, si acquisiscano letti per i pellegrini e religiosi del paese o forestieri e che venga somministrato il vitto agli infermi. Con il passare del tempo, però, la struttura non fu più idonea, vista anche la sua posizione in una località nociva per le persone che vi alloggiavano. Il nuovo ospedale sorse nel XIX secolo, quando la confraternita che lo gestiva, tra il 1827 e il 1828, concesse l'ausilio di nuove strutture per il nuovo ospedale. Verso la fine del secolo l'ospedale venne definitivamente trasferito nell'ex convento degli Agostiniani. Nello statuto organico della Congregazione di carità del 27 gennaio 1908 risulta la data di istituzione dell'ospedale, avvenuta precisamente il 28 febbraio 1831. A seguito della legge 3 giugno 1937, n. 847 l'amministrazione dell'ospedale venne data all'Ente comunale di assistenza, dopo la soppressione della Congregazione di carità. Nel 1972 l'ospedale civile di Sarnano venne unito con quello di San Ginesio, attraverso l'istituzione del Consorzio ospedaliero di Sarnano e San Ginesio, mentre con la legge regionale n.36 del 19 maggio 1975 viene disposta la fusione degli enti ospedalieri di Sarnano e San Ginesio, che diviene operativa l'anno dopo con la denominazione Ente ospedaliero di zona "Ospedali unificati di Sarnano e San Ginesio". Dal 1981 al 1988 venne amministrato dall'ASUR n.19 di Tolentino, per poi essere chiuso e utilizzato dalla Croce Rossa Italiana. Alcuni reparti e ambulatori sono rimasti in funzione sotto il controllo dell'ASUR regionale.[25]

## Cultura

### Istruzione

#### Biblioteche
La biblioteca comunale di Sarnano, con un patrimonio bibliografico di 18.000 volumi, aperta nel 1868, risale alla biblioteca del convento di San Francesco, databile tra il 1327 e il 1329, quando un gruppo di frati Minori francescani del Convento di Roccabruna furono costretti a trasferirsi in paese.

#### Scuola
Il comune è sede del liceo scientifico dell'Istituto di Istruzione Superiore Alberico Gentili di San Ginesio.

## Economia
Anticamente l'unica fonte di economia del paese era la sua posizione lungo la strada e l'acqua del fiume Tennacola. Lungo il corso del fiume erano presenti numerosi mulini che venivano utilizzati per la lavorazione delle pelli e del cuoio, lavoro che diede nel XIV secolo a Sarnano il suo periodo di massimo splendore.

### Risorse termali
Le Terme di San Giacomo nascono ufficialmente nel 1933 durante il regime fascista, per suscitare entusiasmi, aumentare la prestanza fisica, il corpo e valorizzare le risorse nazionali. Il poeta Enrico Ricciardi, dichiarò che gli effetti terapeutici dell'acqua termale erano identici se non migliori di altre a livello nazionale.

### Industria

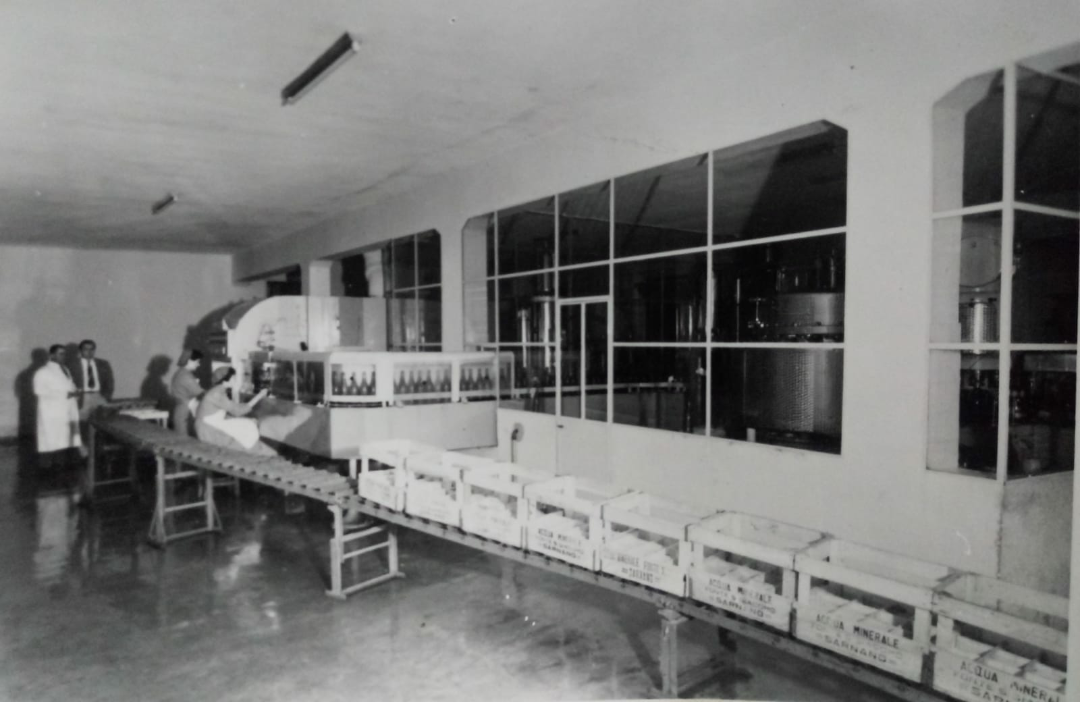
Catena di montaggio per l'imbottigliamento dell'acqua "Fonte San Giacomo"

Nel XX secolo il comune ospitava una struttura della Tiamat apposita per l'imbottigliamento dell'acqua minerale. L'acqua prodotta si chiamava Sorgente di S. Giacomo, nome che fu cambiato successivamente in Fonte di S. Giacomo.

### Turismo

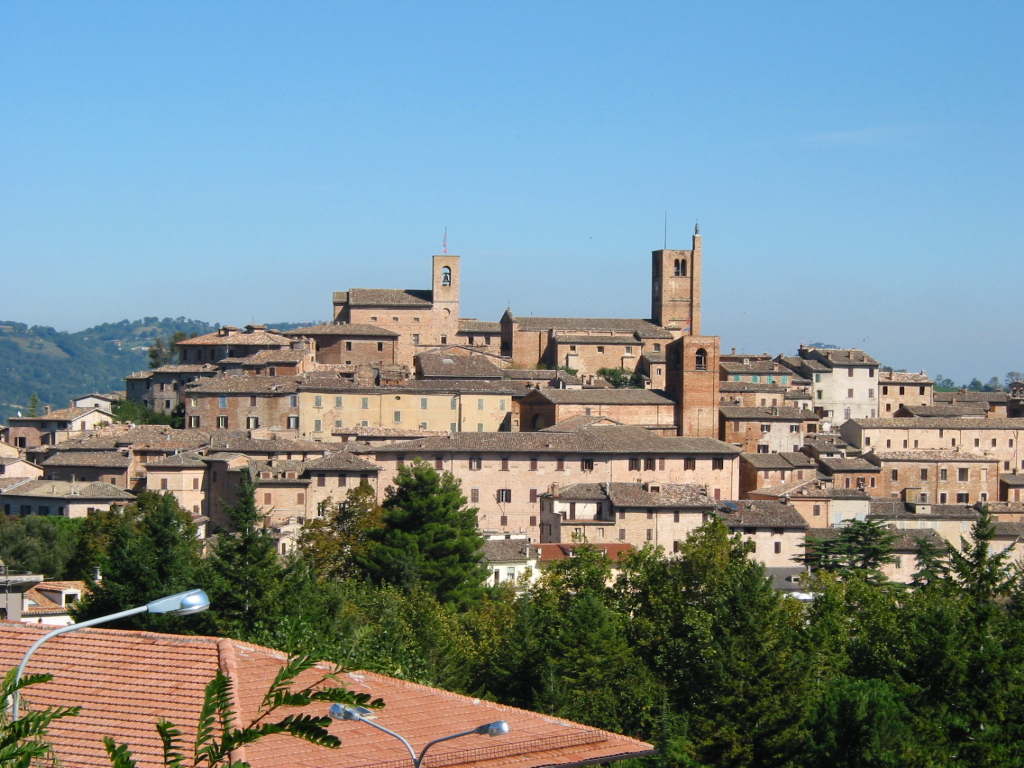
Panoramica

Sarnano è anche un'importante stazione termale, vi sono presenti infatti le terme di San Giacomo e diverse stazioni sciistische, come Sassotetto e La Maddalena.
Va ricordato inoltre come negli anni ottanta e novanta, Sarnano era meta assai ambita da diverse squadre di calcio professionistiche come luogo in cui effettuare il ritiro estivo precampionato. Situato nel cuore dei Monti Sibillini, fa parte del club dei Borghi più belli d'Italia ed è stato insignito della Bandiera arancione dal Touring Club Italiano e della Bandiera gialla dall'Associazione Campeggiatori Turistici d'Italia.

## Amministrazione
| Periodo          | Periodo          | Primo cittadino             | Partito                  | Carica                  | Note   |
| ---------------- | ---------------- | --------------------------- | ------------------------ | ----------------------- | ------ |
| 9 ottobre 1985   | 18 maggio 1990   | Ermenegildo Piergentili     | Democrazia Cristiana     | Sindaco                 | [ 52 ] |
| 19 maggio 1990   | 23 aprile 1995   | Ermenegildo Piergentili     | Democrazia Cristiana     | Sindaco                 | [ 52 ] |
| 24 aprile 1995   | 13 giugno 1999   | Baldo Alessandrini          | Centro-sinistra          | Sindaco                 | [ 52 ] |
| 14 giugno 1999   | 12 giugno 2004   | Federico Marconi            | Centro-destra            | Sindaco                 | [ 52 ] |
| 13 giugno 2004   | 18 novembre 2008 | Federico Marconi            | Centro-destra            | Sindaco                 | [ 52 ] |
| 19 novembre 2008 | 7 giugno 2009    | Francesco Costantino Senesi |                          | Commissario Prefettizio | [ 52 ] |
| 8 giugno 2009    | 25 maggio 2014   | Franco Ceregioli            | Il Popolo della Libertà  | Sindaco                 | [ 52 ] |
| 26 maggio 2014   | 26 maggio 2019   | Franco Ceregioli            | La buona amministrazione | Sindaco                 | [ 52 ] |
| 27 maggio 2019   | 9 giugno 2024    | Luca Piergentili            | La buona amministrazione | Sindaco                 | [ 52 ] |
| 10 giugno 2024   | in carica        | Fabio Fantegrossi           | Cambiamo Sarnano         | Sindaco                 | [ 52 ] |

### Altre informazioni amministrative
- A livello ecclesiastico, Sarnano fa parte della Vicaria di San Ginesio, una delle 6 vicarie dell'arcidiocesi di Camerino-San Severino Marche.

## Sport

### Calcio
La squadra di calcio del paese la Società Sportiva Sarnano gioca attualmente in Seconda Categoria e disputa le partite casalinghe allo stadio comunale Mario Maurelli, campo intitolato all'arbitro di calcio internazionale, spesso sede di ritiri estivi di squadre di Serie A e B. Inoltre a Sarnano sono presenti due squadre di calcio a 5: Tre Torri Sarnano che gioca in Serie C1 e UISP Le Querce Sarnano (quest'ultima amatoriale UISP).

### Sci
La stazione sciistica di Sassotetto è molto praticata in Inverno dagli sciatori locali e non. Inoltre le piste della stazione Santa Maria Maddalena sono spesso teatro dei campionati regionali di sci alpino.
Ai Piani di Ragnolo, invece, si radunano gli amanti dello sci di fondo.

### Cronoscalata Automobilistica Trofeo L. Scarfiotti Sarnano Sassotetto
Il Trofeo Scarfiotti nasce per ricordare il mitico pilota Ludovico Scarfiotti, scomparso prematuramente e tragicamente, in un incidente in Germania, l'8 giugno 1968, nel circuito di Rossfeld, nella città di Berchtesgaden, alla guida di una Porsche 910. Il pilota marchigiano, nipote di Giovanni Agnelli, viene quindi ricordato nel modo migliore, con la cronoscalata che porta il suo nome.
La prima edizione della Sarnano Sassotetto si tenne nel 1969 e vi furono diciassette edizioni. Dopo circa vent'anni, il Trofeo Scarfiotti ha ripreso vita nel 2008, sugli stessi 10 km di percorso dell'edizione storica.

## Galleria d'immagini

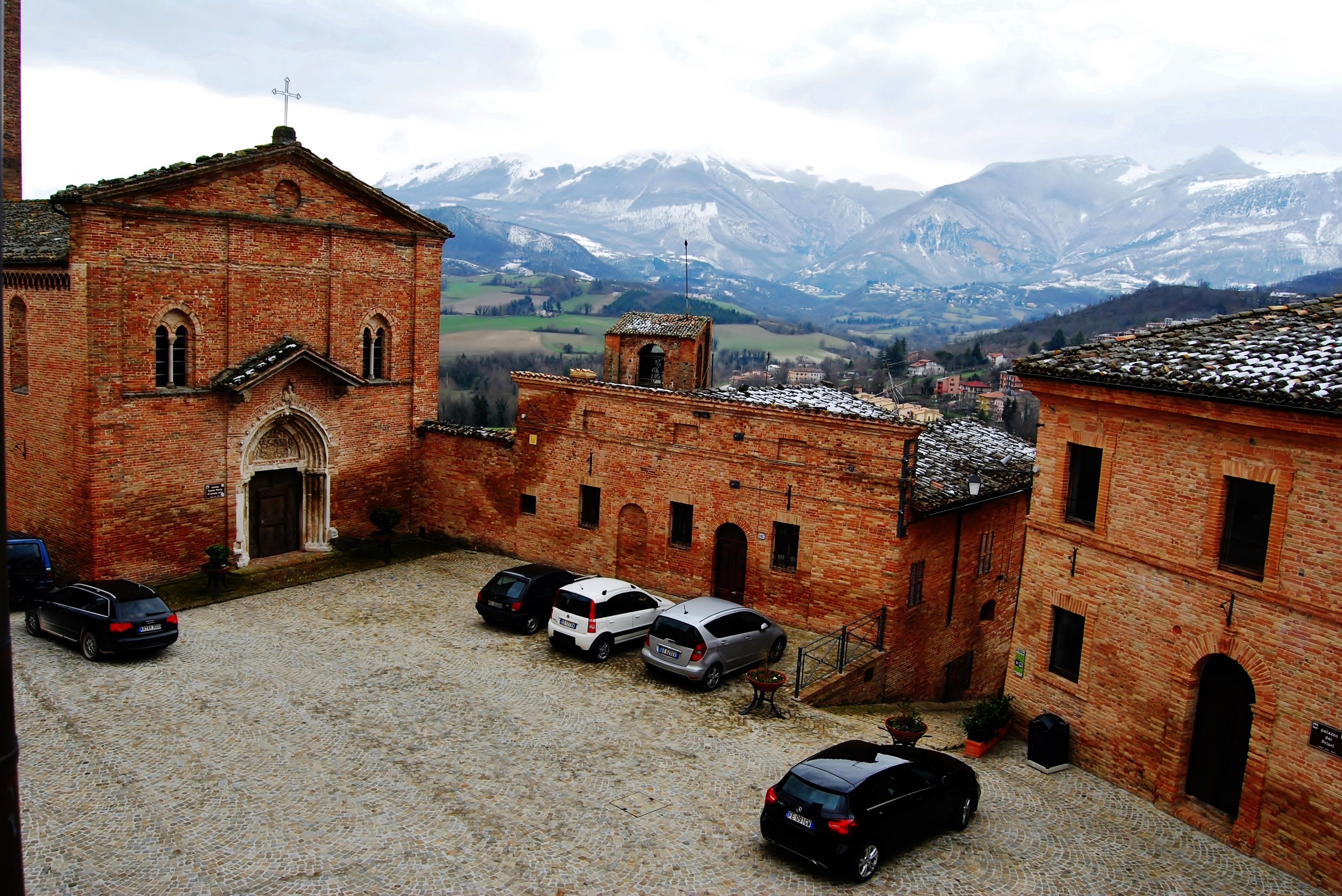
Piazza Alta
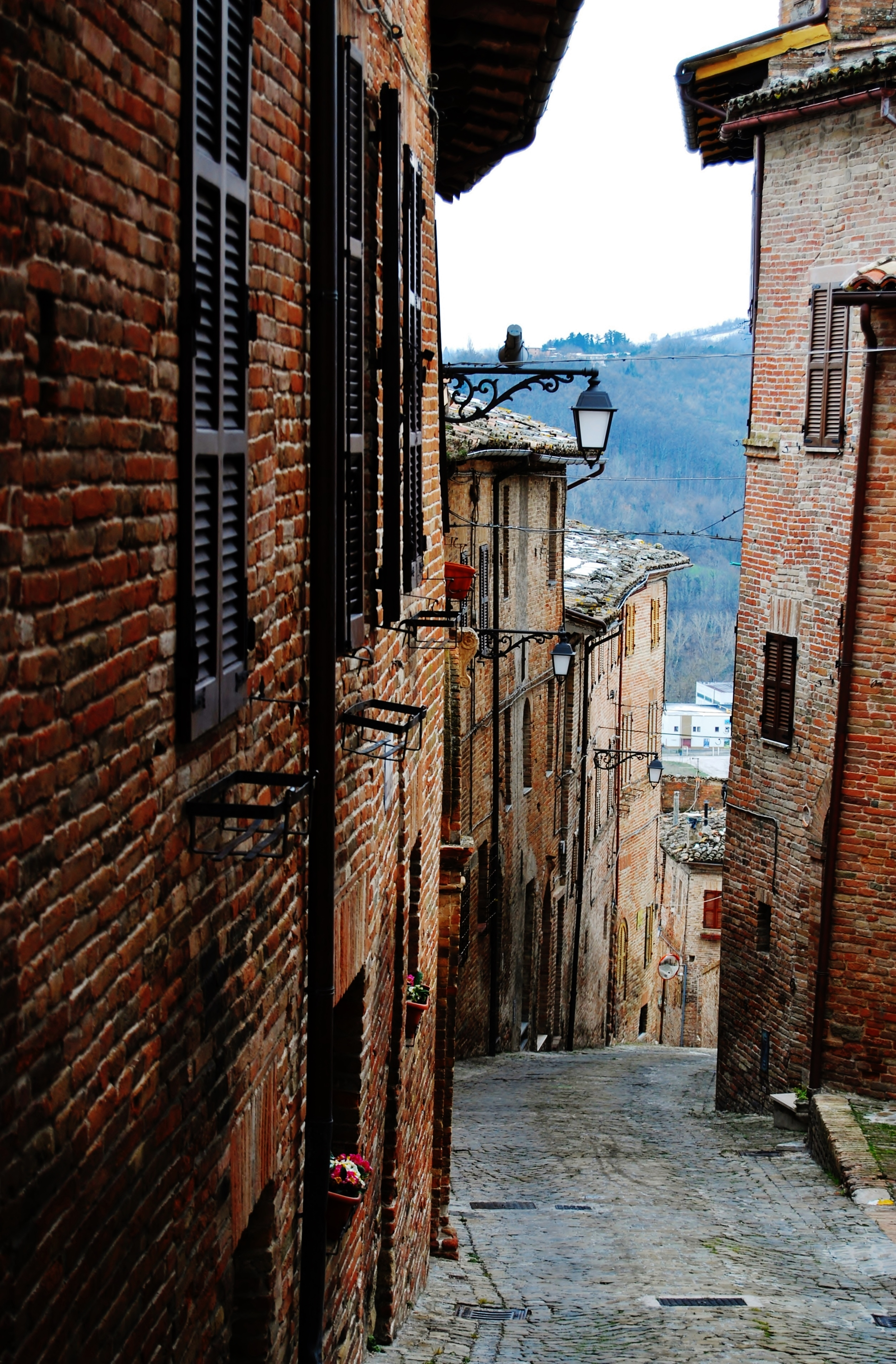
Via della Costa
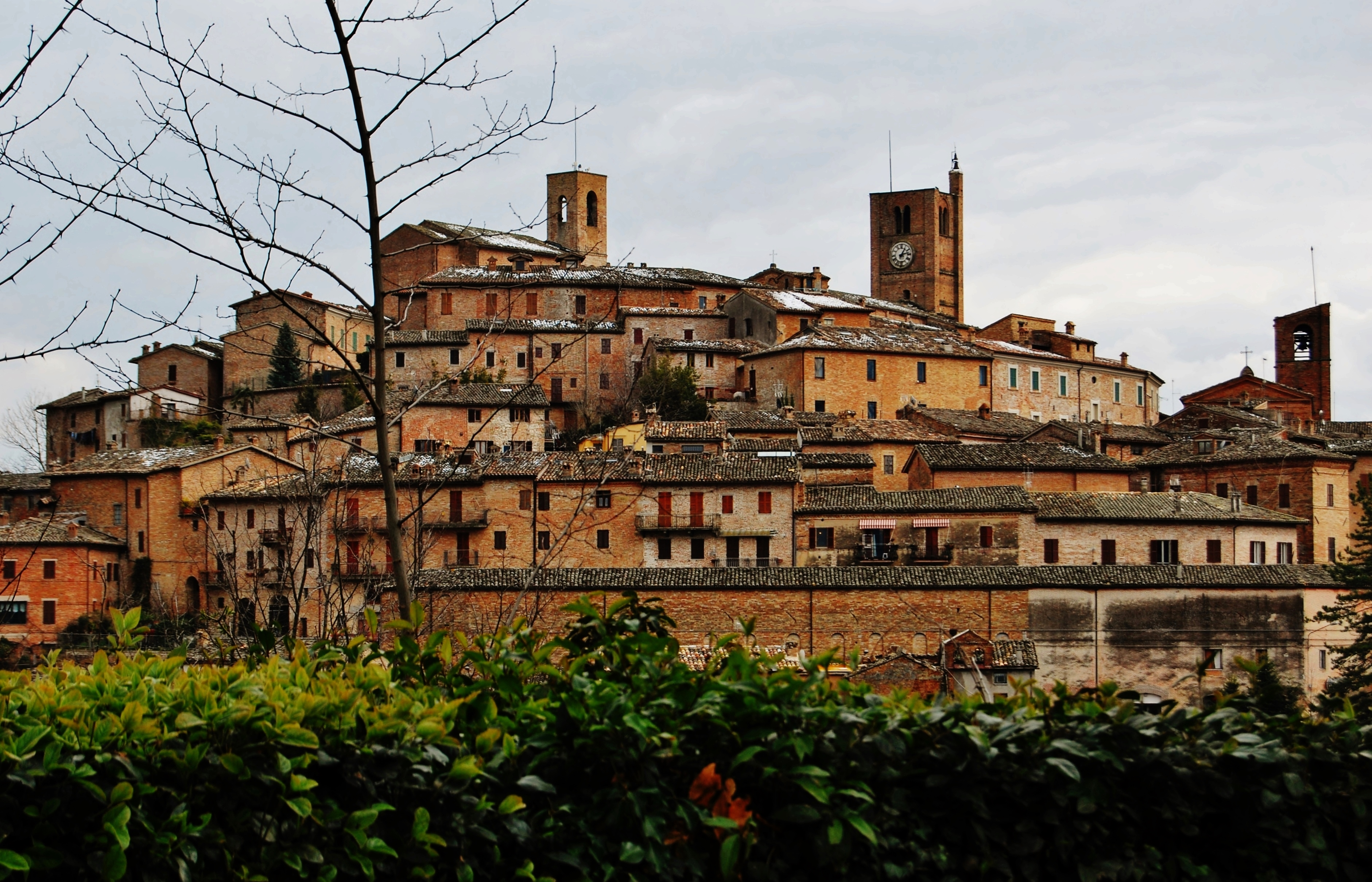
Veduta di Sarnano
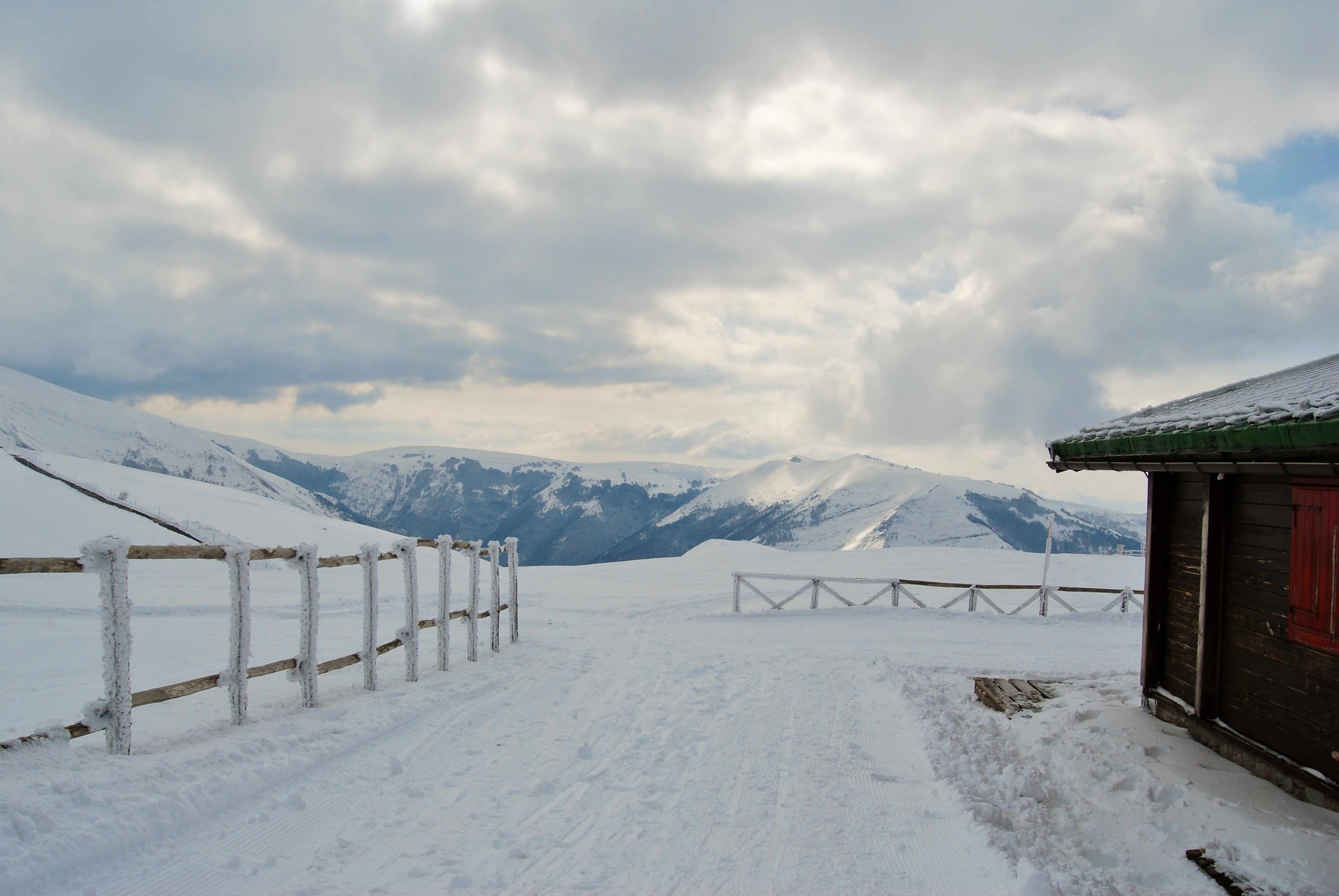
Piani di Ragnolo